# Horní Domaslavice
Horní Domaslavice település Csehországban, a Frýdek-místeki járásban. Horní Domaslavice Dolní Tošanovice, Vojkovice, Nošovice, Dolní Domaslavice és Lučina településekkel határos. Lakosainak száma 1053 fő (2024. január 1.).

## Népesség
A település lakosságának változását az alábbi diagram mutatja:
| Lakosok száma | 781  | 810  | 716  | 790  | 660  | 556  | 789  | 894  | 999  | 1053 |
|               | 1869 | 1890 | 1921 | 1950 | 1980 | 2001 | 2017 | 2019 | 2022 | 2024 |